# アニ×パラ〜あなたのヒーローは誰ですか〜
『アニ×パラ〜あなたのヒーローは誰ですか〜』（アニパラ あなたのヒーローはだれですか）は、2017年11月からNHKにて放送されている5分枠のテレビアニメ。パラスポーツを漫画家・小説家とのコラボレーションによりアニメ化しており、パラスポーツやパラリンピックへの関心を高めることを目的としている。他に「アニ×パラワールド」、「アニ×パラキャラバン」の放送もある。

## 第1弾「episode1 ブラインドサッカー」
2017年11月10日より、NHK BS1にて随時放送された。『キャプテン翼』の作者である高橋陽一がブラインドサッカーを描く。
キャスト
- ユウキ - 阿部敦
- ショウゴ - 山口智弘
- サトシ - 障子聖奈
- ミヨコ - 渡部理沙
- タケル - 山口立花子
- アナウンス - 福西勝也
- 大西 - 丹羽正人
- 笹山 - 布施川一寛
- 川本 - 関口量治
- ブラジル・コーラー - 中務貴幸

スタッフ
- 原作 - 髙橋陽一
- 監督 - 濁川敦
- キャラクターデザイン - 前田実
- 作画監督 - 竹松智之
- 色彩設計 - 大平敬志
- 美術監督 - 稲葉邦彦
- CGディレクター - 沼尻勇人
- 撮影監督 - 山口高志
- 撮影 - 秋山涼路、浦林智宏
- 音楽 - オカモトコウキ
- テーマ曲 - OKAMOTO'S「Turn Up」
- 音響監督 - 山田陽
- 編集 - 宮崎満里奈
- プロデューサー - 伊藤耕一郎
- アニメーション制作 - 日本アニメーション
- 制作 - NHKエンタープライズ
- 制作・著作 - NHK

## 第2弾「episode2 パラ陸上競技」
2017年11月10日よりNHK BS1にて随時放送された。窪之内英策によるパラ陸上競技を題材にした作品で、足に障害を負った少女の成長を描く。
スタッフ
- 原作 - 窪之内英策
- 監督 - 谷東
- 美術監督 - 工藤ただし
- 撮影監督 - 李周美
- テーマ曲 - 藤原さくら「Just the way we are」
- 3DCGディレクター - 白井賢一
- 3DCGプロデューサー - 小澤征義
- プロデューサー - 齋藤雅弘
- アニメーションプロデューサー - 奥山真吾
- アニメーション制作 - ディー・エル・イー
- アニメーション制作協力 - GONZO
- 制作 - NHKエンタープライズ
- 制作・著作 - NHK

## 第3弾「episode3 車いすテニス」
2018年8月25日よりBS1、総合、Eテレで随時放送。勝木光の漫画及びそれを原作としたアニメ『ベイビーステップ』の世界に実在の車いすテニスプレーヤーの国枝慎吾が登場し、主人公の丸尾栄一郎と対戦するストーリー。車いすテニスのアニメ化は世界でも例を見ない作品となる。
キャスト
- 丸尾栄一郎 - 村田太志
- 鷹崎奈津 - 寿美菜子
- 国枝慎吾 - 川田紳司

スタッフ
- 原作 - 勝木光
- 監督 - 尾崎正善
- キャラクターデザイン・作画監督（国枝慎吾） - 島袋美由紀
- テーマ曲 - 家入レオ「Spark」
- アニメーション制作 - 日本アニメーション
- 制作 - NHKエンタープライズ
- 制作・著作 - NHK

## 第4弾「episode4 ゴールボール」
2018年11月17日よりBS1、総合、Eテレで随時放送。秋本治の漫画を原作としたアニメ『こちら葛飾区亀有公園前派出所』とのコラボエピソードとなり、両津勘吉らがゴールボールに挑戦する。声優陣や制作会社はフジテレビで放送されていた以前のテレビアニメから続投し、作風ももともとのテイストを活かした新作アニメとなっている。ただし音楽は米光亮と佐橋俊彦による従来のものは使用されていない。ゲスト声優として、篠田麻里子がゴールボールの選手を演じる。
ストーリー
ゴールボールに挑戦することになった、両津と派出所のメンバーたち。選手に苦戦する両津は、本田に頼んで日暮を呼び出してもらうことに。日暮の超能力で何とか同点まで勝ち進むが、相手選手の発言からまだ2020年じゃないと知った日暮は激怒し、両津を攻撃して空へ吹き飛ばす。その後の結末はTV版とWEB版で異なる。
キャスト
- 両津勘吉 - ラサール石井
- 天浦結希選手 - 篠田麻里子
- 大原大二郎 - 佐山陽規
- 秋本麗子 - 森尾由美
- 中川圭一 - 宮本充
- 本田速人 - 家中宏
- ボルボ西郷 - 岸祐二
- 左近寺竜之介 - 岩崎征実
- 麻里愛 - 麻生かほ里
- 日暮熟睡男 - 今井敦

スタッフ
- 原作 - 秋本治・アトリエびーだま
- 監督 - 川崎乙一
- 脚本 - 山田隆司
- 音楽 - 山下康介
- テーマ曲 - 東京スカパラダイスオーケストラ「Are You Ready To Ska?」
- アニメーション制作 - ぎゃろっぷ
- 制作 - NHKエンタープライズ
- 制作・著作 - NHK、アサツーディ・ケイ

## 第5弾「episode5 車いすラグビー」
2018年12月15日よりBS1、総合、Eテレで随時放送。ちばてつやが車いすラグビーで活躍するキャラクターを描く。ちば自身も車いすラグビーのファンだと語っている。
キャスト
- 上杉陸 - 玉山鉄二
- 日村雄馬 - 興津和幸
- ジェイ・ホーガン - 安元洋貴

スタッフ
- キャラクターデザイン - ちばてつや
- 監督 - 前田薫平
- 脚本 - 加納新太
- 音楽 - 山田航平
- テーマ曲 - MONGOL800「Light」
- アニメーション制作 - 日本アニメーション
- 制作 - NHKエンタープライズ
- 制作・著作 - NHK

## 第6弾「episode6 視覚障害者柔道」
2019年3月3日よりBS1、総合、Eテレで随時放送。河合克敏が原作を手掛け、視覚障害者柔道をテーマにした作品。河合は作品のために廣瀬順子に取材を行ったという。主人公の光の声優を上白石萌音が演じる。
キャスト
- 光 - 上白石萌音
- 小林先生 - 松山鷹志
- 茜 - 逢田梨香子
- マリコ - 篠田麻里子

スタッフ
- 原作 - 河合克敏
- 監督 - 前田薫平
- 音楽 - 山田航平
- テーマ曲 - miwa「CLEAR」
- アニメーション制作 - 日本アニメーション
- 制作 - NHKエンタープライズ
- 制作・著作 - NHK

## 第7弾「episode7 パラサイクリング」
2019年7月20日よりBS1、総合、Eテレ随時放送。当初は同年6月下旬の放送予定だったが、改めて放送日が告知された。渡辺航『弱虫ペダル』とのコラボエピソードで、実在のパラサイクリング選手である川本翔大が作中に登場する。
キャスト
- 小野田坂道 - 山下大輝
- 今泉俊輔 - 鳥海浩輔
- 鳴子章吉 - 福島潤
- 川本翔大 - 小野友樹

スタッフ
- 原作 - 渡辺航
- 監督 - 鍋島修
- 脚本 - 砂山蔵澄
- 音楽 - 沢田完
- テーマ曲 - 04 Limited Sazabys「Cycle」
- アニメーション制作 - トムス・エンタテインメント
- 制作 - NHKエンタープライズ
- 制作・著作 - NHK

## 第8弾「episode8 パラバドミントン」
2019年11月12日よりNHK BS1、Eテレで随時放送。瀬尾公治が原作を手掛け、パラバドミントンをテーマにした作品。また、本作では登場人物の名前や制服などを含め瀬尾作品のセルフパロディが多用されている。
キャスト
- 朝日奈翼（あさひな・つばさ） - 平野綾

本作の主人公。龍之介とは幼なじみ。高校ではバドミントン部に入部し、インターハイに出場して優勝するなど、スポーツ万能な女の子。交通事故に遭い、歩くことができなくなってからは、パラバドミントンを始める。
- 秋月龍之介 （あきつき・りゅうのすけ）- 斉藤壮馬

７歳のとき、翼の家の隣に引っ越してきた。“悪ガキ”で翼に敵対心を燃やし、翼が始めたスポーツを自分もやってみるが、結果ことごとく負けてしまう。翼が事故に遭ったときにはだれよりも涙するなど心優しい一面もある。父親の転勤について行くため、アメリカへ。
スタッフ
- 原作 - 瀬尾公治
- 監督 - 野田泰宏
- 音楽 - 山田航平
- テーマ曲 - 木村カエラ「Wish upon a star」
- アニメーション制作 - 日本アニメーション
- 制作 - NHKエンタープライズ
- 制作・著作 - NHK

## 第9弾「episode9 ボッチャ」
2020年3月30日よりBS1で随時放送。ひうらさとるによるオリジナル作品で、ボッチャをテーマにしている。ひうらの代表作である『ホタルノヒカリ』の登場人物である高野蛍・高野誠一が登場するほか、実在のボッチャ選手である廣瀬隆喜も作中に登場する。
キャスト
- 風間結衣 - 花澤香菜
- 高野蛍 - 三森すずこ

スタッフ
- 原作 - ひうらさとる
- 監督 - 野田泰宏
- 音楽 - 大隅知宇
- テーマ曲 - 阿部真央「READY GO」
- アニメーション制作 - 日本アニメーション
- 制作 - NHKエンタープライズ
- 制作・著作 - NHK

## 第10弾「episode10 視覚障害者マラソン」
2020年3月31日よりBS1で随時放送。視覚障害者マラソンを題材とした、香川まさひと原作・若狭星作画による漫画『ましろ日』とのコラボレーション。作中人物の中居彦一が登場するオリジナルストーリー。
キャスト
- 國分のぞみ - 中村アン
- 中居彦一 - 下山吉光

スタッフ
- 原作 - 香川まさひと、若狭星
- 監督 - 博多正寿
- 音楽 - 山田航平
- テーマ曲 - LiSA「晴レ舞台」
- アニメーション制作 - 日本アニメーション
- 制作 - NHKエンタープライズ
- 制作・著作 - NHK

## 第11弾「episode11 車いすバスケットボール」
2020年10月18日よりBS1で随時放送。八神ひろきの『DEAR BOYS』とのコラボレーションで、主人公の森佳樹が、車いすバスケットボールを練習していた中村凛に出会うストーリー。
キャスト
- 森佳樹 - 杉野遥亮
- 中村凛 - 飯豊まりえ
- 布施歩 - 杉田智和

スタッフ
- 原作 - 八神ひろき
- 監督 - 鈴木理人
- 脚本 - 加納新太
- 音楽 - 山田航平
- テーマ曲 - 三浦大知「Not Today」
- アニメーション制作 - 日本アニメーション
- 制作 - NHKエンタープライズ
- 制作・著作 - NHK

## 第12弾「episode12 パラ卓球」
2021年4月25日よりBS1にて放送。吉野万理子の小説『チームふたり』とのコラボレーションであり、原作の2年後を舞台に、実在のパラ卓球選手である岩渕幸洋が登場する。
キャスト
- 岩渕幸洋 - 神木隆之介
- 大地 - 下野紘
- 純 - 梶裕貴

スタッフ
- 原作・脚本 - 吉野万理子
- キャラクター原案 - 宮尾和孝
- 監督 - 前田薫平
- 音楽 - 山田航平
- テーマ曲 - 横山だいすけ・NHK東京児童合唱団「もったいない青春」
- アニメーション制作 - 日本アニメーション
- 制作 - NHKエンタープライズ
- 制作・著作 - NHK

## 第13弾「episode13 パラアルペンスキー」
2022年2月20日にBS1にて放送。13弾・14弾は2022年北京パラリンピックに合わせた冬競技の作品となる。
パラアルペンスキーの金メダリスト・村岡桃佳への取材をもとにしたキャラクター・南川桃が登場する。
キャスト
- 南川桃 - 松本まりか
- 岡野都 - 名塚佳織

スタッフ
- キャラクター原案 - 江口寿史
- 監督 - 西村一彦
- 脚本 - 加納新太
- 音楽 - 山田航平
- テーマ曲 - Awesome City Club「On Your Mark」
- アニメーション制作 - 日本アニメーション

## 第14弾「episode14 パラスノーボード」
2022年2月20日にBS1にて放送。パラスノーボーダー・岡本圭司への取材をもとに生まれたキャラクター・真山が主人公。
キャスト
- 真山敬 - 寺島拓篤
- 真山はるか - 内田真礼
- ドラティ - 小西克幸

スタッフ
- キャラクター原案 - 島本和彦
- 監督 - 大森英敏
- 脚本 - 加納新太
- 音楽 - 山田航平
- テーマ曲 - WurtS「SPACESHIP」
- アニメーション制作 - 日本アニメーション
- 制作 - NHKエンタープライズ
- 制作・著作 - NHK

## 第15弾「episode15 パラバレーボール」
2022年8月22日にBS1にて放送。荒達哉の漫画『ハリガネサービス』とのコラボ作で、パラバレーボール（座位）をテーマにしている。
キャスト
- 波田瞬 - 高杉真宙
- 下平鉋 - 大鈴功起
- 間白譲治 - 小松昌平
- 松方一颯 - 鈴木崚汰
- 金田進 - 田谷隼

スタッフ
- 原作・原案 - 荒達哉
- 監督 - 大嶋博之
- 脚本 - 森龍介
- 音楽 - 石塚玲依
- テーマ曲 - 初音ミク・CONDENSE「ヒャクセツフトウ」
- アニメーション制作 - SynergySP
- 制作 - NHKエンタープライズ
- 制作・著作 - NHK

## 第16弾「episode16 パラカヌー」
2023年3月12日にBS1にて放送。高校カヌー部を描いた武田綾乃の小説『君と漕ぐ』とのコラボ作で、実在のパラカヌー選手である瀬立モニカも作中に登場する。
キャスト
- 瀬立モニカ - 佐倉綾音
- 黒部舞奈 - 渡邉美穂
- 鶴見希衣 - 加隈亜衣
- 湧別恵梨香 - 井上麻里奈

スタッフ
- 原作・脚本原案 - 武田綾乃
- 監督 - 細川ヒデキ
- 音楽 - 山田航平
- テーマ曲 - 音羽-otoha-「ifのマーメイド」
- アニメーション制作 - ぎゃろっぷ
- 制作 - NHKエンタープライズ
- 制作・著作 - NHK

## 第17弾「episode17 パラアーチェリー」
2024年2月27日にNHK BSにて放送。藤田和日郎の漫画『うしおととら』とのコラボ作でパラアーチェリーをテーマにしており、実在のパラリンピック日本代表選手である岡崎愛子も作中に登場する。
キャスト
- 岡崎愛子 - 麻生久美子
- 蒼月潮 - 畠中祐
- とら - 小山力也
- 白面の者 - 林原めぐみ

スタッフ
- 原作 - 藤田和日郎
- 監督 - 菅沼栄治
- テーマ曲 - BURNOUT SYNDROMES「Amateras」
- アニメーション制作 - トムスエンタテインメント
- 制作 - NHKエンタープライズ
- 制作・著作 - NHK

## 第18弾「episode18 ゴールボール」
2024年3月22日にNHK BSにて放送。西修の漫画『魔入りました!入間くん』とのコラボ作でゴールボールをテーマにしている。第4弾で既に扱われているが、2024年パリパラリンピックに合わせて再度取り上げられた。
キャスト
- 鈴木入間 - 村瀬歩
- アスモデウス・アリス - 木村良平
- ウァラク・クララ - 朝井彩加
- オペラ - 斎賀みつき

スタッフ
- 原作 - 西修
- 監督 - 森脇真琴
- 脚本 - 大島のぞむ
- 音楽 - 本間昭光・関向弥生
- テーマ曲 - DA PUMP「Unstoppable」
- アニメーション制作 - BNピクチャーズ
- 制作 - NHKエンタープライズ
- 制作・著作 - NHK

## 第19弾「episode19 ユニバーサルリレー」
2024年8月26日にNHK BSにて放送。箱根駅伝への出場経験がある漫画家・高橋しんとのコラボレーション作品。2020年東京パラリンピックから加わった種目「ユニバーサルリレー」をテーマにしている。
キャスト
- 河田心桜 - 長濱ねる
- 龍川真平 - 熊谷健太郎
- 藤冴貴 - 大塚剛央
- 武本毅士 - 岡本信彦
- 三笘知佳 - 関根明良

スタッフ
- キャラクター原案 - 高橋しん
- 監督 - 重原克也
- 脚本 - 加納新太
- 音楽 - 鈴木暁也
- テーマ曲 - QUBIT「Good Bye Kamisama」
- アニメーション制作 - ビットグルーヴプロモーション
- 制作 - NHKエンタープライズ
- 制作・著作 - NHK

## その他
京都アニメーションが制作を担当した回が2019年8月に放送される予定であったが、同年に発生した放火殺人事件の影響で2020年東京パラリンピックまでに制作が間に合わないことから、2020年2月に制作中止が発表された。